# 727 (numero)
Settecentoventisette (727) è il numero naturale dopo il 726 e prima del 728.

## Proprietà matematiche
- È un numero dispari.
- È un numero primo.
- È un numero difettivo.
- È un numero palindromo nel sistema numerico decimale.
- È parte della terna pitagorica (727, 264264, 264265).
- È un numero fortunato.
- È un numero colombiano nel sistema numerico decimale.
- È un numero intero privo di quadrati.
- È un numero congruente.

## Astronomia
- 727 Nipponia è un asteroide della fascia principale del sistema solare.
- NGC 727 è una galassia spirale della costellazione della Fornace.

## Astronautica
- Cosmos 727 è un satellite artificiale russo.